# Ferrovia Conegliano-Belluno
La ferrovia Conegliano-Belluno è una linea ferroviaria gestita da RFI che utilizza tratte ferroviarie costruite in tempi diversi:
- da Conegliano a Ponte nelle Alpi  la Ferrovia Ponte nelle Alpi-Conegliano, inaugurata tra il 1879 e il 1938.
- da Ponte nelle Alpi a Belluno la Ferrovia Belluno-Calalzo, aperta tra il 1912 e il 1914.